# Muslim Association Party
Le Muslim Association Party ( MAP ) était un parti politique du Ghana, de 1954 à 1957.
La MAP est issue de la Gold Coast Muslim Association, association sociale. Impliqué en politique dès le début des années 1950, il devient le Parti de l'Association musulmane en 1954. 
Parmi ses figures Bankole Awoonor-Renner ainsi que des proches d'Ibrahim Niasse, comme Ahmadu Baba et l’imam Muhammad Cirouna
La plupart de ses dirigeants s'opposaient au Parti populaire de la Convention au pouvoir, et le MAP était l'un des partis qui ont fusionné en 1957 pour rejoindre le Parti uni.
Le symbole du parti était un croissant et une étoile en blanc sur fond vert.

## Lectures complémentaires
- Antoine de Boyer, "Consciencisme et islam : un essai de synthèse dans l’expérience socialiste ghanéenne", Socialismes en Afrique, p 43-64, Editions de la maison des sciences de l'homme. en ligne
- Allman, Jean Marie, « Bûcherons, porteurs d'eau » : Islam, classe et politique à la veille de l'indépendance du Ghana, Revue d'études africaines, 34 : 2 (septembre 1991), pp. 1-26
- Balogun, SU, Participation musulmane à la lutte pour l'indépendance de la Gold Coast, Journal of Muslim Minority Affairs, Volume 8, Numéro 1 (janvier 1987), pp. 176-182
- Antoine de Boyer, Un laboratoire pour la Révolution africaine : le Ghana de Nkrumah et l'espace franco-africain (1945-1966), École doctorale d'Histoire de l'Université Paris 1 Panthéon-Sorbonne